# Oh Se-jong
Oh Se-jong (Koreaans: 오세종) (Seoel, 9 oktober 1982 – aldaar, 27 juni 2016) was een Zuid-Koreaans shorttracker.

## Biografie
Oh Se-jong won tijdens het WK shorttrack 2003 in Warschau goud op de aflossing. Hij beëindigde zijn carrière tijdens het shorttrack op de Olympische Winterspelen 2006 in Turijn, waarop hij ook goud won met het Zuid-Koreaanse aflossingsteam. In datzelfde jaar werd hij tijdens het wereldkampioenschap zesde in het eindklassement, onder meer door twee derde plaatsen op de 1500 en 3000 meter. Hij werd met de Zuid-Koreaanse ploeg ook wereldkampioen voor teams.
Oh Se-jong overleed op 27 juni 2016 op 33-jarige leeftijd aan de gevolgen van een motorongeluk.

## Persoonlijke records
| Afstand    | Tijd     | Datum      | Baan        | Land |
| ---------- | -------- | ---------- | ----------- | ---- |
| 500 meter  | 41,813   | 01-04-2006 | Minneapolis | USA  |
| 1000 meter | 1.25,727 |            | Minneapolis | USA  |
| 1500 meter | 2.15,793 | 31-03-2006 | Minneapolis | USA  |
| 3000 meter | 5.00,615 | 20-10-2002 | Chuncheon   | KOR  |

## Resultaten
| Jaar | Olympische Spelen | Wereldbeker                                    | WK individueel                                           | WK teams    |
| ---- | ----------------- | ---------------------------------------------- | -------------------------------------------------------- | ----------- |
| 2000 |                   |                                                |                                                          | Klassement: |
| 2001 |                   |                                                |                                                          | Klassement: |
| 2002 | Aflossing: DQ     |                                                |                                                          |             |
| 2003 |                   | Klassement: 42 500 m: 51 1000 m: 31 1500 m: 27 | Aflossing:                                               | Klassement: |
| 2004 |                   |                                                |                                                          |             |
| 2005 |                   |                                                |                                                          |             |
| 2006 | Aflossing:        |                                                | Klassement: 6 · 500 m: 7 · 1000 m: 7 · 1500 m: · 3000 m: | Klassement: |